# Прислушкивање телефона у Источном блоку
Прислушкивање телефона у Источном блоку било је распрострањен метод масовног надзора становништва од стране тајне полиције.

## Историја
У прошлости је прислушкивање телефона било отворена и легална пракса у одређеним земљама. Током ванредног стања у Пољској, уведена је званична цензура, која је укључивала отворено прислушкивање телефона. Упркос увођењу нове цензуре, пољска тајна полиција није имала ресурсе да прати све разговоре грађана.
У Румунији је прислушкивање телефона вршила Генерална дирекција за техничке операције Секуритатее. Ова јединица је створена уз совјетску помоћ 1954. године, ова јединица је надгледала све гласовне и електронске комуникације унутар и ван Румуније. Прислушкивали су телефоне и пресретали све телеграфске и телепринт поруке, као и постављали микрофоне у јавне и приватне зграде.

## У популарној култури
Пољска комедија из 1991. године Calls Controlled користи ову чињеницу. Наслов алудира на унапред снимљену поруку „Rozmowa kontrolowana“ („Позив се прати“) која се оглашавала током телефонских позива док је током 1980-их у Пољској било на снази ванредно стање.
Филм Живот других (2006) говори о капетану Штазија који слуша разговоре осумњиченог писца дисидента у прислушкиваном стану са опремом укључујући прислушкивање телефона.